# Samuela Comolová
Samuela Comolová (* 30. dubna 1998 Aosta) je italská biatlonistka, která od roku 2021 pravidelně nastupuje v závodech světového poháru. Kromě juniorských mistrovství a mistrovství Evropy se v roce 2023 zúčastnila mistrovství světa v německém Oberhofu, kde obsadila čtvrté místo ve vytrvalostním závodě. V kolektivních závodech zvítězila s italskou štafetou na témže mistrovství.
Biatlonu se věnuje od roku 2009. Do světového poháru vstoupila poprvé v listopadu 2021 vytrvalostním závodem ve švédském Östersundu.

## Výsledky

### Olympijské hry a mistrovství světa
| Sezóna  | Akce | Místo                | SP  | SZ  | HZ  | IZ  | ŠT  | SŠT | SZD | Věk    |
| ------- | ---- | -------------------- | --- | --- | --- | --- | --- | --- | --- | ------ |
| 2021/22 | ZOH  | Peking               | 57. | 37. | –   | –   | 5.  | –   | ×   | 23 let |
| 2022/23 | MS   | Oberhof              | 25. | 40. | 10. | 14. | 1.  | –   | –   | 24 let |
| 2023/24 | MS   | Nové Město na Moravě | 37. | 23. | –   | 21. | 11. | 9.  | –   | 25 let |
| 2024/25 | MS   | Lenzerheide          | –   | –   | –   | 15. | 7.  | –   | –   | 26 let |

Poznámka: Výsledky z mistrovství světa ani z olympijských her se do celkového hodnocení světového poháru nezapočítávají.

## Vítězství v závodech světového poháru, na mistrovství světa a olympijských hrách

### Kolektivní
| Č.                           | sezóna    | datum          | místo                 | disciplína |
| ---------------------------- | --------- | -------------- | --------------------- | ---------- |
| MS                           | 2022/2023 | 18. února 2023 | Oberhof, Německo (MS) | štafeta    |
| – závod na mistrovství světa |           |                |                       |            |